# Trận Ain Jalut
Trận Ain Jalut (một địa danh ở Syria) diễn ra vào ngày 3 tháng 9 năm 1260 giữa nhà Mamluk của Ai Cập với đạo quân Mông Cổ xâm lược. Trong trận này, quân Mamluk do Sultan Qutuz chỉ huy đã đập tan đạo quân Mông Cổ và giết chết đại tướng Mông Cổ Kit-buqa, đánh dấu chiến thắng đầu tiên của người Ả Rập trước quân xâm lược Mông Cổ. Mặc dù chiến thắng này không lớn về tầm vóc do những lực lượng viễn chinh Mông Cổ chủ yếu đã rút đi trước đó, tuy nhiên nó có ý nghĩa tâm lý to lớn với người Ả Rập, cho thấy đạo quân Mông Cổ vô địch vẫn có thể bị đánh bại.

## Bối cảnh
Mông Kha lên ngôi Đại Hãn Mông Cổ năm 1251 và ngay lập tức chỉ định Húc Liệt Ngột (Hulegu), người anh em của mình đi cai trị Ba Tư, làm thống lĩnh quân đội viễn chinh các nước Hồi giáo. Hulegu đã giành được một loạt chiến công, diệt triều ismaili ở Ba Tư, Abbas ở Baghda rồi tiến về Ai Cập. Tuy nhiên, cái chết của Mông Kha năm 1258 đã khiến Hulegu rút quân, có thể vì, để tham dự cuộc bầu đại hãn mới theo truyền thống Mông Cổ. Vì vậy, chỉ còn một đội quân nhỏ của Mông Cổ ở lại Syria.
Lợi dụng tình trạng này, quân Mamluk sau khi đạt được thỏa thuận ngừng chiến với Thập tự quân Công giáo đã tấn công đội quân Mông Cổ ở bắc Galilee và tiêu diệt lực lượng này cùng với viên chỉ huy Kit-buqa.